# Danish Ladies Open
Het Danish Ladies Open was een jaarlijks golftoernooi voor vrouwen in Denemarken, dat deel uitmaakte van de Ladies European Tour. Het toernooi werd opgericht in 1988 en de laatste editie werd gehouden in 1997.

## Winnaressen
| Jaar                              | Golfbaan            | Locatie             | Winnares            |
| Danish Ladies' Open               | Danish Ladies' Open | Danish Ladies' Open | Danish Ladies' Open |
| --------------------------------- | ------------------- | ------------------- | ------------------- |
| 1988                              | Rungsted Golf Klub  | Rungsted            | Jane Panter         |
| 1989                              | Rungsted Golf Klub  | Rungsted            | Tania Abitbol       |
| 1990                              | Geen toernooi       | Geen toernooi       | Geen toernooi       |
| 1991                              | Geen toernooi       | Geen toernooi       | Geen toernooi       |
| 1992                              | Geen toernooi       | Geen toernooi       | Geen toernooi       |
| 1993                              | Geen toernooi       | Geen toernooi       | Geen toernooi       |
| 1994                              | Geen toernooi       | Geen toernooi       | Geen toernooi       |
| Ford Stimorol Ladies' Danish Open |                     |                     |                     |
| 1995                              | Vejle Golf Club     | Vejle               | Caroline Hall       |
| 1996                              | Vejle Golf Club     | Vejle               | Nadene Gole         |
| 1997                              | Vejle Golf Club     | Vejle               | Laura Davies        |